# Andrzej Lewandowski (tłumacz)
Andrzej Lewandowski (ur. 18 stycznia 1937 w Zalesiu na Kujawach) – polski tłumacz poezji rosyjskiej i włoskiej, członek Stowarzyszenia Pisarzy Polskich i doktor matematyki.

## Życiorys
W latach 1958–1992 pracownik naukowy Uniwersytetu Mikołaja Kopernika w Toruniu.
Po roku 1992 poświęcił się popularyzacji kultury, szczególnie w środowiskach osób niepełnosprawnych.
Przekładami poezji zajmuje się od roku 2000.
Od roku 2004 publikuje w Wydawnictwie Aksjomat Toruń serię własnych przekładów arcydzieł poezji, w której ukazało się dotąd 10 tomów.
W roku 2006 otrzymał nagrodę Niezależnej Fundacji Popierania Kultury Polskiej im. Jerzego Bonieckiego – Polcul.
Od roku 2006 publikuje liczne przekłady w miesięczniku literackim AKANT, gdzie ukazały się m.in.: cykl sonetów Dantego, poemat A.K. Tołstoja „Grzesznica”, ballady W. Żukowskiego, cykle wierszy I. Kozłowa, M. Jazykowa, F. Tiutczewa, Cherubiny de Gabriak, K. Balmonta, Zinajdy Gippius i A. Jesienina-Wolpina, a także artykuły na temat poezji.
W roku 2014 odznaczony brązowym medalem „Zasłużony Kulturze Gloria Artis”.
W przeszłości szachista. Mistrz FIDE kompozycji szachowej, odznaczony medalem „Za wybitne osiągnięcia sportowe” i Złotą Odznaką PZSzach (1986).

## Opublikowane przekłady
- Wybór z „Sonetów” Francesco Petrarka 2004.
- „Eugeniusz Oniegin” Aleksander Puszkin 2005.
- „Wiersze” wybór wierszy Sergiusz Jesienin Wydawnictwo Aksjomat ISBN 978-83-87329-80-0 Toruń 2006.
- „Rusłan i Ludmiła” Aleksander Puszkin 2007.
- „Fontanna Bakczysaraju” Aleksander Puszkin 2007.
- „Wiersze włoskie” wybór wierszy Aleksander Błok 2008.
- „Wiersze” wybór wierszy Michaił Lermontow Wydawnictwo Aksjomat ISBN 978-83-60689-32-5 Toruń 2009.
- „Bajka o carze Sałtanie” Aleksander Puszkin Wydawnictwo Aksjomat ISBN 978-83-60689-32-5 Toruń 2010.
- „Róża i asfodele” Cherubina de Gabriack Wydawnictwo Aksjomat ISBN 978-83-60689-43-1  Toruń 2011.
- „To ty dotknęłaś duszy mej” A.K. Tołstoj  Wydawnictwo Aksjomat ISBN 978-83-60689-74-5  Toruń 2012.
- „Jan z Damaszku”  A.K. Tołstoj, Instytut Wydawniczy „Świadectwo”, IBSN 978-83-7456-128-0 Bydgoszcz 2014.
- „Do kresu życia” (wybór wierszy) Konstantin Balmont, Instytut Wydawniczy „Świadectwo”, IBSN 978-83-7456-061-0 Bydgoszcz 2015.
- „Wiersze liryczne” Sergiusz Jesienin, Wydawnictwo Naukowe UMK, ISBN 978-83-231-3527-2 Toruń 2016.
- „Trzy poematy romantyczne”, E. Baratyński, I. Kozłow, A. Puszkin, ISBN 978-83-7456-042-9 Instytut Wydawniczy „Świadectwo”, Bydgoszcz 2017.
- „Eugeniusz Oniegin” Aleksander Puszkin (wydanie drugie zmienione i uzupełnione)  ISBN 978-83-8019-862-3 Wydawnictwo Adam Marszałek Toruń 2018.
- „Szkice o poezji i jej twórcach”  ISBN 978-83-7456-265-2 Instytut Wydawniczy „Świadectwo” Bydgoszcz 2019.
- „Wiersze” Aleksander Puszkin ISBN 978-83-7456-282-9 Instytut Wydawniczy „Świadectwo” Bydgoszcz 2020.